# グローズヌイ (駆逐艦・2代)
グローズヌイ （ロシア語:Грозный「恐ろしい」の意）は、1930年代後半に建造されたソ連海軍のグネフヌイ級駆逐艦。なお初代は、1904年に就役したロシア海軍駆逐艦。

## 艦歴
レニングラードの造船所190号にて1935年12月21日に起工、1936年7月31日に進水、1938年12月9日に就役した。バルチック艦隊に配属された後、1939年5月に白海・バルト海運河経由で北方艦隊に転属した。フィンランドとの冬戦争中、同型艦グロームキイとともにペツァモ沖に機雷を敷設した。冬戦争後、グローズヌイは11月から1941年6月8日まで修理を行っていた。
第1駆逐艦隊に配属されているグローズヌイは1941年7月23日から24日にかけて同型艦のソクルシーテリヌイ、機雷敷設艦カニンとともに白海の入り口に機雷を敷設し、その4日後にもカンダラクシャ湾に機雷を敷設した。8月の中旬、カレリアの海岸沿いを航行する船団を護衛し、8月の下旬にはソクルシーテリヌイとともにスピッツベルゲン島からの避難民を乗せた船をアルハンゲリスクまで護衛した。その1週間後、イギリスからの最初の護送船団を護衛した。9月10日から15日にかけて、グローズヌイと第1駆逐艦隊（ソクルシーテリヌイ、グレミャーシチイ、グロームキイ）は、イギリスの機雷敷設艦アドヴェンチャーから提供された機雷を用いてルイバチー半島沖に2つの機雷原を敷設した。10月24日から11月上旬にかけてはザーパドナヤ・リッツァ川付近のドイツ軍基地に対して130mm砲にて砲撃した。12月17日にはソクルシーテリヌイとともイギリスの重巡洋艦ケントを護衛し、英国の掃海艇と交戦したドイツの第8駆逐艦隊の迎撃を試みたが失敗した。
1942年1月に改装した後、グロームキイとともに軽巡洋艦ナイジェリアを護衛し、2月20日にPQ11船団と合流したが、強い嵐のため帰港を余儀なくされた。3月5日、グローズヌイは燃料切れになったグロームキイを救助するために航行し、115トンの石油を補給したが、3月7日に座礁し、スクリューと舵を損傷した。修理は3月23日に始まり、5月8日まで続いた。修理完了後はいくつかの護送船団を護衛し、1943年3月27から28および30日から31日にかけてはバクーおよびグロームキイとともにノルウェー沿岸でドイツ軍の補給艦を迎撃しようとしたが失敗に終わった。その後RA54船団　JW55A船団　JW56A船団　JW56B船団　RA56船団　RA59船団などを護衛し、1945年3月6日に赤旗勲章を受章した。
戦後、1948年6月26日にバルチック艦隊に戻されたのち、1956年8月21日までの長期にわたる近代化を経て、1958年4月19日に標的艦に指定され、TsL-74と改名された。1960年9月15日にスクラップとして処分された。